# Schineck
Der Schineck war ein Volumenmaß für Getreide. Das in drei verschiedenen Größen zu unterscheidende Maß war begrenzt auf die Stadt Temeswar und das Banat, einer historischen Region Rumäniens. Die Maßbezeichnung soll türkischen Ursprung haben.
Die zugrunde liegende Okka, verbreitet in Slawonien, Kroatien und im Banat, wurde mit 80,387 Pariser Kubikzoll oder 1,5946 Liter gerechnet. Die Okka war 1/40 vom Metzen (alten Pressburger); eigentlich ein Gewichtsmaß von 2¼ Pfund oder 1260,027 Gramm (im türkischen Handel).
- 1 Schineck (groß) = 80 Okka
- 1 Schineck (mittl.) = 60 Okka
- 1 Schineck (klein) = 50 Okka